# ويليام د. هويل
ويليام د. هويل (بالإنجليزية: William D. Howell)‏ هو جراح أمريكي، ولد في 1797، وتوفي في 6 مارس 1836.